# Río del Salto (Baker)
El río del Salto es un curso natural de agua que nace cerca de la frontera internacional de la Región de Aysén y fluye con dirección general norte hasta desembocar en el río Baker

## Trayecto
El río del Salto proviene de un pequeño lago que recibe los deshielos de un glaciar ubicado sobre el cerro Tres Hermanos y se dirige al NNO por unos 65 km mientras recibe por su derecha al río Pedregoso y el río Tranquilo (Del Salto). En su curso inferior recibe al río Desaguadero (Del Salto) que es emisario de tres lagunas en serie: la laguna Larga, el lago Chacabuco y el lago Juncal.: 268 
Finalmente el río del Salto cae al valle del río Baker desde un alto umbral originando una gran catarata que lo hace acreedor a su nombre.

## Caudal y régimen

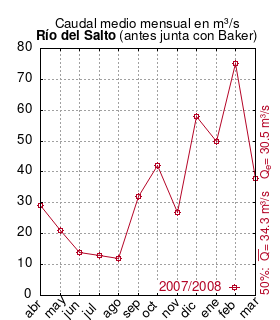
Caudales medios mensuales del río del Salto durante el año 2007/2008.

## Historia
Luis Risopatrón lo describe en su Diccionario Jeográfico de Chile en 1924:
Salto (Rio del) 47° 50' 72° 34' Nace en las faldas de macizos nevados, corre hacia el N en un valle ocupado por ñadis, alternados con ojos de agua i pequeñas lagunas, en medio de las cuales busca camino en innumerables serpentinas, lleva aguas, correntosas, de color de barro i está bordeado por estensas playas i pampas de coirón; los. numerosos montones de palos secos amontonados en las orillas de su cauce, dan testimonio de los efectos de sus avenidas. Presenta un salto, visible desde gran distancia, pasa cerca de la laguna de El Juncal, de la que queda separado por una lengua baja ríe tierra de un kilómetro de ancho, a traves de la cual, en ciertas épocas del año, las aguas del rio se desparraman i penetran en la laguna, concluye por afluir a la márjen S del curso superior del rio Baker, con un ancho de 60 m, baña terrenos pastosos i constituye uno de sus principales tributarios; sus riberas ofrecen unos 200 km2 de terrenos aprovechables para el cultivo i la ganadería i en ellas se observan fuertes escarchas aun en los meses de verano, en los que el termómetro suele bajar de 0 °C. 111. ii, p. 377, 389, 391 i 397; 121, p. 47 i 76; 134; 154; i 156.